# Бобулешть (Молдова)
Бобулешть (рум. Bobulești) — село у Флорештському районі Молдови. Входить до складу комуни, адміністративним центром якої є село Гура-Каменчій.

## Населення
За даними перепису населення 2004 року у селі проживала 831 особа.
Національний склад населення села:
| Національність       | Кількість осіб | Відсоток   |
| -------------------- | -------------- | ---------- |
| молдавани румуни     | 810 11         | 97,5% 1,3% |
| українці             | 6              | 0,7%       |
| росіяни              | 1              | 0,1%       |
| болгари              | 1              | 0,1%       |
| інша / без відповіді | 2              | 0,2%       |
| Всього               | 831            | 100%       |